# Poul Martin Møller

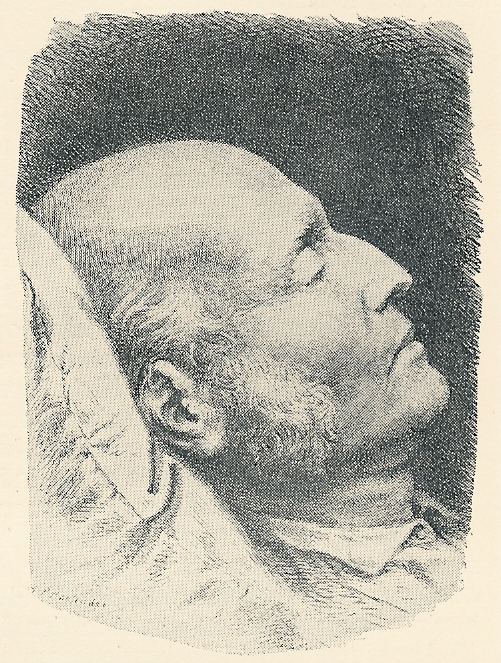
Poul Martin Møller auf dem Totenbett

Poul Martin Møller (* 21. März 1794 in Uldum; † 13. März 1838 in Kopenhagen) war ein dänischer Philosoph, Theologe, Schriftsteller und Übersetzer. Er war Professor der Philosophie in Kristiania und Kopenhagen und übte großen Einfluss auf seinen Studenten Søren Kierkegaard aus.

## Leben und Wirken
Møller war der Sohn von Rasmus Møller, der in Uldum bei Vejle Pfarrer war. Die Mutter starb 1810, und im folgenden Jahr heiratete Rasmus Møller Johanne Dorothea Winther, deren Sohn Christian später ebenfalls Schriftsteller wurde. Møller studierte ab 1812 Theologie an der Universität Kopenhagen und schloss sein Studium 1816 ab. Während des Studiums schrieb er auch erste Gedichte, die er ab 1815 in Zeitschriften veröffentlichte. In Buchform wurden seine Hauptwerke allerdings erst postum herausgegeben. Sein bekanntestes Werk ist der unvollendete Roman En dansk Students Eventyr. Neben seinen eigenen Arbeiten übersetzte er Werke von Lord Byron und Homer ins Dänische.
1817 wurde er Hauslehrer beim Grafen Moltke auf Espegård bei Skælskør. 1818 kehrte er nach Kopenhagen zurück, wo er sich an der Literaturfehde zwischen Jens Immanuel Baggesen und Adam Oehlenschläger beteiligte. Nach dem Abklingen der Fehde unternahm er von 1819 bis 1821 als Schiffsprediger auf einem Schiff der Asiatisk Kompagni eine Reise nach China. Nach seiner Rückkehr arbeitete er zunächst als Lehrer in Kopenhagen. 1826 wurde er dann Dozent und 1828 Professor an der Königlichen Friedrichs-Universität in Kristiania. 1830 kehrte Møller nach Kopenhagen zurück und wurde außerordentlicher Professor an der Universität Kopenhagen.
Møller war von 1827 bis zu ihrem Tod 1834 mit Betty Berg (1804–1834) und ab 1836 mit Eline von Bülow (1804–1876) verheiratet.

## Werke
- Statistisk Skildring af Lægdsgaarden i Ølseby-Magle (1819)
- Scener i Rosenborg Have (1821)
- En dansk Students Eventyr (1843)